# Curtia tenuifolia
Espèce
Synonymes
selon tropicos :
- Apophragma tenuifolium (Aubl.) Griseb.
- Curtia intermedia (Progel) Knobl.
- Curtia malmeana Gilg
- Curtia montevidensis Arechav.
- Curtia patula Knobl.
- Curtia tenella (Mart.) Cham.
- Curtia tenuifolia subsp. tenella (Mart.) Grothe & Maas
- Curtia tenuifolia subsp. tenuifolia (Aubl.) Knobl.
- Exacum tenuifolium Aubl. - Basionyme
- Schuebleria coarctata Benth.
- Schuebleria intermedia Progel
- Schuebleria tenella Mart.
- Schuebleria tenuifolia (Aubl.) G. Don[1]

selon GBIF :
- Apophragma tenuifolium (Aubl.) Griseb.
- Curtia malmeana Gilg
- Curtia montevidensis Arechav.
- Curtia patula (Mart.) Knobl.
- Curtia tenuifolia subsp. tenuifolia (Aubl.) Knobl.
- Exacum tenuifolium Aubl. - Basionyme
- Exacum violaceum Lam.
- Hippion patulum (Mart.) Spreng.
- Sabatia tenuifolia (Aubl.) Raf.
- Schuebleria coarctata Benth.
- Schuebleria patula Mart.
- Schuebleria patula var. martiana Mart.
- Schuebleria patula var. selloana Mart.
- Schuebleria tenuifolia (Aubl.) G.Don
- Schuebleria tenuifolia var. gracilis Progel[2]

Curtia tenuifolia est une  espèce de plante herbacée, néotropicale, appartenant à la famille des Gentianaceae.
On l'appelle en Guyane centaurelle violette.

## Description
Curtia tenuifolia est une plante herbacée atteignant jusqu'à 60 cm de haut. 
Les ramifications sont quelque peu quadrangulaires. 
Les feuilles sont sessiles, opposées, rarement verticillées.
Le limbe est de forme linéaire, étroitement elliptique, étroitement obovale ou étroitement ovale, à base largement cunéiforme, à apex aigu ou obtus, et mesurant 0,2-2 x 0,05-0,3 cm.
La nervation à peine visible, se compose de 1-3 nervures partant de la base.
La paire de feuilles la plus basse a une forme à peine aberrante. 
L'inflorescence est lâche, simple ou ramifiée à plusieurs reprises, de type dichasium à plusieurs fleurs, longue de 1-10 cm, à bractées et bractéoles linéaires, longues de 1-4 mm (les bractées basales souvent en forme de feuille).
Les pédicelles sont longs de 0,5-6 mm.
Les fleurs sont hétérostylées (à style court, égal et long).
Le calice est de couleur verte, faiblement ailé, long de 3-8 mm, avec des lobes de forme linéaires-anceolés, à marge parfois légèrement denticulée, scariole, et à apex acuminé.
La corolle est de couleur blanche, rose ou violette, souvent jaune dans la gorge, avec le tube infundibuliforme, long de 4-9 mm, avec une pilosité intérieur dans la partie centrale, et des lobes de forme ovales à orbiculaires, à apex aigu ou obtus, longs de 1,5-7 mm.
Le filets est long de 0,4-1,6 mm, les anthères de forme oblongue, longues de 0,6-1,5 mm, le connectif prolongé au-dessus des thèques, obtus à apiculé.
Le pistil est long de 3-7 mm, l'ovaire étroitement ovoïde, le stigmate de forme oblongue long de 0,6-1,8 mm, à 2 lobes ou lobes cohérents, papilleux. 
Le fruit étroitement ovoïde est long de 5-11 mm (y compris le style-stigmate persistant)
Les graines sont globuleuses à coniques, irrégulières, mesurant 0,1 mm.

## Répartition
On rencontre Curtia tenuifolia dans toute l'Amérique du Sud tropicale : du Guatemala, à l'Argentine, en passant par le Honduras, le Panama, la Colombie, le Venezuela, le Guyana, le Suriname, la Guyane, toutes les régions du Brésil, le Paraguay, et l'Uruguay
.

## Écologie
Curtia tenuifolia pousse dans les végétations ouvertes ou arbustives de type cerrado,,, et les savanes humides sur sable blanc, jusqu'à 1 600 m d'altitude. Elle fleurit et fructifie toute l'année,,,.
Plusieurs aspects de Curtia tenuifolia ont été étudiés :
- la structure de l'enveloppe de la graine et la complexité de l'espèce[11]
- ses caractéristiques anatomiques[12]
- son absence d'orbicules[13]
- son pollen[14]
- sa phylogénie[15]

## Usages
En 1897, Heckel rapporte sur Curtia tenuifolia : « Amer, fébrifuge: très employée. »,.
Elle contient des glucosides d'iridoïdes, notamment de la 7-O-p-coumaroyl-loganine,.

## Protologue

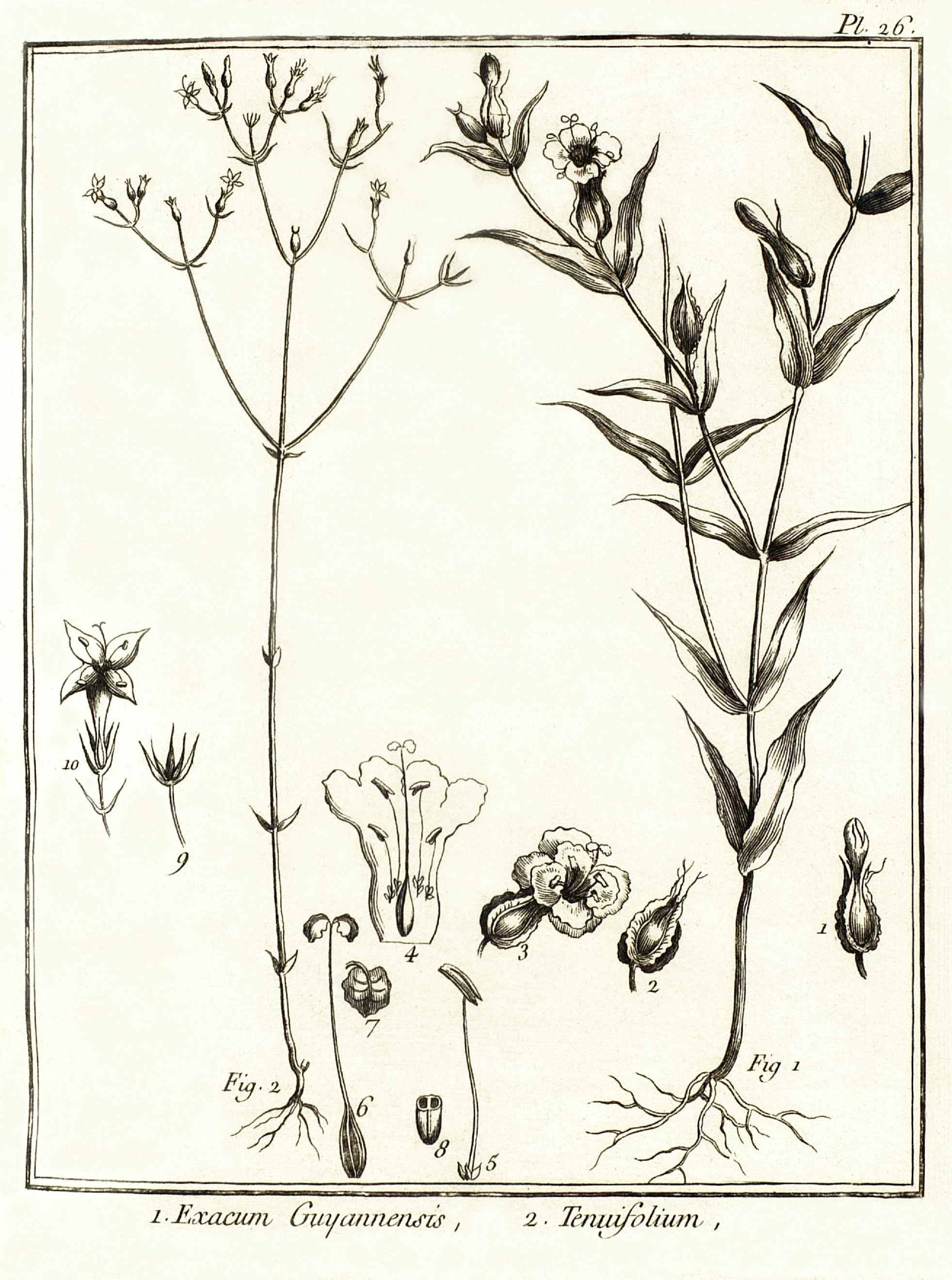
Exacum guianense (=Schultesia guianensis) et Exacum tenuifolium (=Curtia tenuifolia) par Aublet (1775) :
Planche 26. Ces deux plantes ſont repréſentées de grandeur naturelle. On a groſſi un ovaire & une etamine de la première, & la fleur de la ſeconde.
fig. 1. Exacum guianense. 1. Bouton de fleur. - 2. Calice. - 3. Fleur. - 4. Corolle ouverte. Étamines. piſtil - 5. Étamine ſéparée. - 6. Ovaire. Style. Stigmate. - 7. Un lobe du fligmate. - 8. Capſule coupée en travers.
fig. 2. Exacum tenuifolium. 9. Calice. Ovaire. - 10. Fleur épanouie.

En 1775, le botaniste Aublet en a proposé décrite pour la première fois Curtia tenuifolia sous le nom de Exacum tenuifolium et en a proposé le protologue suivant : 

« 2. EXACUM (tenuifolium) foliis linearibus ; floribus violaceis. (Tabula 16. fig. 2.)
Planta annua, quæ differt a præcedenti, caule tcnuiori ; foliis minimis, auguſtiſſimis, floribus minoribus, corolla violacea; lobis, limbis acutis ; filamentis ſtaminum tubo longioribus & æqualibus.
Hæ duæ ſpecies guſtu amaræ ſunt.
Habitant in pratis humidis Caiennse & Guianæ.

LA CENTAURELLE violette. (Planche 26. fig. 2.)
Cette plante a une très petite racine fibreuſe & rameuſe. Elle pouſſe une tige cylindrique, noueuſe. Les nœuds ſont fort écartés, garnis de deux petites feuilles oppoſées, & diſpoſées en croix. De l'aiſſelle des feuilles ſortent des branches oppoſées qui donnent naiſſance à des rameaux, garnis chacun à leur baſe d'une petite feuille. Les feuilles ſont vertes, ſeſſiles, très petites, fort étroites, & pointues. Entre les divisions des branches & celles de rameaux, & à leur extrémité, entre deux feuilles, naît une fleur dont le pédoncule eſt plus ou moins long. 
Le calice eſt diviſé en quatre ou cinq parties longues, étroites & aiguës ; elles ont dans le milieu de toute leur longueur en dehors, une arrête bordée d'un petit feuillet. 
La corolle eſt violette, monopétale, régulière. C'eſt un tube long, renflé à ſa partie ſupérieure, qui s'évaſe & ſe partage en quatre lobes aigus. Ce tube eſt attaché au deſſus de l'ovaire. Les étamines ſont au nombre de quatre, placées ſur la paroi interne & preſque inférieure du tube. Leur filet eſt long, garni à ſa baſe de deux petits feuillets. 
L'anthère eſt longue, à deux bourſes écartées par le bas. 
Le pistil eſt un ovaire oblong, à quatre angles, ſurmonté d'un style, terminé par un stigmate à deux lames larges & aiguës. 
L'ovaire devient une capſule membraneuſe, ſèche, à deux loges remplies de semences menues: elle s'ouvre en deux valves. 
On trouve quelquefois des pieds de ces deux plantes qui ſont plus hauts, & les feuilles de la première [Schultesia guianensis] ſont alors plus grandes. 
Toutes les parties de ces deux eſpèces ſont amères. On les emploie dans les ptiſanes fébrifuges. 
Ces deux centaurelles croiſſent dans les ſavanes humides & marécageuſes de l'île de Caïenne & de la terre-ferme. »

— Fusée-Aublet, 1775.